# 農大菌物語
《農大菌物語》，是石川雅之所畫的日本漫畫作品，自2004年16號開始在《Evening》上連載到2013年10號為止，之後移籍至《月刊Morning two》於2013年8月號連載再開直到2014年3月號連載結束。2007年10月改編為日本電視動畫，獲得不錯的收視率。獲選為2007年第十一屆日本新媒體動漫藝術節動畫部門推薦的作品。2012年7月播放第二季動畫，標題定為《農大菌物語Returns》（もやしもん リターンズ）。

## 故事簡介
擁有用肉眼看見「菌」能力的少年澤木直保和青梅竹馬結城螢進入農業大學所發生一連串的趣事，透過直保和其他人物的互動可以了解許多跟菌相關的知識，也因為直保的特殊能力而招惹許多事情……。

## 登場人物
澤木惣右衛門直保（聲優：阪口大助）
主人翁。農大農學部一年級生，種麴店（又稱做豆芽店）的次子，擁有看見「菌」的能力。能與空氣中的「菌」進行對話外，也可以徒手抓住空氣中的「菌」。
結城螢（聲優：齋賀光希）
直保從小就認識的好友。為了挑戰自我而穿上哥德蘿莉塔裝成為偽娘。農大農學部一年級生，是釀酒廠老闆的兒子，和火落菌（食果糖乳桿菌、Lactobacillus fructivorans）有著深仇大恨，對直保抱有好感。
長谷川遙（聲優：大原沙耶香）
樹慶藏老師的研究生。能力很強同時家裡還非常有錢。個性也非常現實，給人一種高高在上難以相處的感覺，不過和直保他們相處後已經慢慢開始改變，第二季揭露從小生活在父親的壓力下並藉由留在大學做研究生逃避現實，似乎對美里薫有些好感。
樹慶藏（聲優：西村知道）
農大的農學部教授。和直保的爺爺是舊識，受託照顧直保。
美里薰（聲優：小西克幸）
農大農學部二年級生，住在學校宿舍內。喜歡喝酒。
川濱拓馬（聲優：杉山紀彰）
農大農學部二年級生，和美里同寢。對蟲有詳細研究。第二季透露小時候曾在墨西哥生活過。
及川葉月（聲優：神田朱未）
農大農學部一年級生，專長除菌，潔癖非常的嚴重會隨手攜帶清潔用品。目前主要角色中唯一不知道直保擁有看見「菌」的能力，第二季中，雖然直保當面承認自己的特殊能力但因個性遲鈍的關係而沒有發覺，甚至當直保在開玩笑。菌鬼怪二號。
武藤葵（聲優：能登麻美子）
農大農學部三年級生，也是樹研究室唯一的討論發表會生，外形亮麗深受農大男生們的歡迎，但曾遇上愛情騙子因而加入幽浮研究社，酒癖差常喝的酩酊大醉，但本人似乎很喜歡喝酒。
龍太（聲優：大川透）
遙的青梅竹馬兼未婚夫。對遙本身有好感，小時候曾跟遙做出下次會在她面前爬樹的約定，後來在遙父親的計劃下兩人前往法國以圖在旅行中結婚，最終在法國病倒後和遙都把真心話一次說出來而讓婚約告終。
瑪莉（聲優：澤城美雪）
直保等人前往法國尋找遙時在半路上遇到的法國少女，本身日語十分流利。長相跟穿了女僕服的螢非常近似，不過與黑色系的螢不同，瑪莉以白色系的服裝為主。出身為勃艮第當地的葡萄酒世家，對於釀酒的知識十分精通因而和父親的關係出現矛盾，後來在直保等人的影響下決定坐下來和父親好好溝通，與直保關係良好使得螢吃醋。

## 出版書籍
直到12卷單行本為止都被分類為講談社Evening KC系，但13卷則為講談社Morning KC系。從第三卷起另外販賣特裝或限定版。另外，值得注意的是，在每卷最後的次卷預告上，都會不合常理地寫著「※預告的內容有可能與實際出版的內容完全不一樣。」。而且，每本單行本下方都各自印了許多有趣的情節。
| 冊數 | 講談社         | 講談社                                                  | 尖端出版社     | 尖端出版社             |
| 冊數 | 發售日期       | ISBN                                                    | 發售日期       | EAN / ISBN             |
| ---- | -------------- | ------------------------------------------------------- | -------------- | ---------------------- |
| 1    | 2005年5月23日  | ISBN 978-4-06-352106-1                                  | 2013年8月19日  | EAN 471-7702-21695-5   |
| 2    | 2005年10月21日 | ISBN 978-4-06-352126-9                                  | 2013年12月3日  | EAN 471-7702-21986-4   |
| 3    | 2006年5月23日  | ISBN 978-4-06-352151-1 ISBN 978-4-06-372153-9（限定版） | 2014年2月10日  | EAN 471-7702-25863-4   |
| 4    | 2006年12月22日 | ISBN 978-4-06-352171-9 ISBN 978-4-06-358234-5（限定版） | 2014年8月14日  | EAN 471-7702-26107-8   |
| 5    | 2007年6月22日  | ISBN 978-4-06-352192-4 ISBN 978-4-06-362082-5（限定版） | 2015年3月13日  | EAN 471-7702-26442-0   |
| 6    | 2008年2月22日  | ISBN 978-4-06-352213-6 ISBN 978-4-06-358243-7（限定版） | 2015年12月22日 | ISBN 978-957-106-271-6 |
| 7    | 2008年12月22日 | ISBN 978-4-06-352244-0 ISBN 978-4-06-362127-3（限定版） | 2016年8月9日   | ISBN 978-957-106-545-8 |
| 8    | 2009年7月23日  | ISBN 978-4-06-352272-3 ISBN 978-4-06-362148-8（限定版） | 2017年6月20日  | ISBN 978-957-107-099-5 |
| 9    | 2010年7月6日   | ISBN 978-4-06-352312-6 ISBN 978-4-06-362169-3（限定版） | 2021年10月27日 | ISBN 978-957-107-945-5 |
| 10   | 2011年3月25日  | ISBN 978-4-06-352350-8 ISBN 978-4-06-376056-9（限定版） | 2022年9月16日  | ISBN 978-626-33-8335-7 |
| 11   | 2012年3月23日  | ISBN 978-4-06-352408-6 ISBN 978-4-06-362212-6（限定版） | 2024年3月1日   | ISBN 978-626-37-7429-2 |
| 12   | 2013年4月5日   | ISBN 978-4-06-352456-7 ISBN 978-4-06-362247-8（限定版） |                |                        |
| 13   | 2014年3月20日  | ISBN 978-4-06-388306-0 ISBN 978-4-06-358705-0（限定版） |                |                        |

## 電視動畫

### 製作團隊
- 原作 - 石川雅之
- 企劃 - 松崎容子
- 監督 - 矢野雄一郎
- 系列構成 - 高橋奈津子
- 人物設計 - 高岡淳一（第1期）→樋口聡美（第2期）
- 美術監督 - 新田博史（第1期）→山子泰弘（第2期）
- 美術設定 - 新田博史（第2期）
- 色彩設定 - 山本智子
- 攝影監督 - 市川幸彦（第1期）→光石奈歩（第2期）
- 編輯 - 笠原義宏
- 音樂 - 佐藤直紀（第1期）→羽毛田丈史（第2期）
- 音響監督 - 菊田浩巳
- 3DCG監督 - 八木龍一
- CG監督 - 森田淳也（第2期）
- OP演出 - 山崎貴（第1期）
- 音響製作 - 間瀨博美、神山衣里（樂音舍）
- 錄音室 - Studio Mausu
- 音樂：佐藤直紀（原聲音樂：Ki/oon Records）
- 音樂製作 - Fuji Pacific音樂出版、日本新力音樂
- 製作人 - 中島寛朗・磯田敦仁（第1期）、田中尚美、渡辺哲也・山本幸治（第1期）→竹枝義典・黒須礼央（第2期）
- 助理製作人 - 齋藤彩
- 動畫製作人 - 粟飯原君江・谷口理（第1期）→樋口真也・上川和也（第2期）
- 動畫製作 - 白組、Telecom Animation Film
- 製作
  - 第1期 - 「農大菌物語」製作委員會（Asmik Ace Entertainment、講談社、白組、SKY Perfect Well Think、日本索尼音樂娛樂、電通、富士電視台）
  - 第2期 - 「農大菌物語 RETURNS」製作委員會（富士電視台、Aniplex、講談社、白組、電通）

### 主題曲
第1期
片頭曲「カリキュラム」
作詞・歌 - 依布サラサ / 作曲 - Anders Hellgren&davld Myhr / 編曲 - 松田岳二
片尾曲「Rocket」
作詞 - Hiroyuki Hayashi / 作曲 - Hiroyuki Hayashi、Fumi / 編曲・歌 - POLYSICS

第2期
片頭曲「Wake Up」
作詞・作曲・編曲 - 丸山真由子 / 歌 - ClariS
片尾曲
「サイキン」（第1話 - 第4話、最終話）※「最近」をアニメ用に編詞をしたもの
歌 - ひいらぎ
「最近」（第5話 - 第10話）
歌 - ひいらぎ

### 各話列表
在每集動畫中的片尾都有「菌劇場」。
| 話数  | 日文標題 | 中文標題             | 腳本       | 分鏡       | 演出              | 作畫監督                            |       |
| 第1期 | 第1期    | 第1期                | 第1期      | 第1期      | 第1期             | 第1期                               | 第1期 |
| ----- | -------- | -------------------- | ---------- | ---------- | ----------------- | ----------------------------------- | ----- |
| 1     |          | 農大菌物語           | 高橋奈津子 | 矢野雄一郎 | 池畠博史          | 末永宏一                            |       |
| 2     |          | 三億日圓的農大生     | 高橋奈津子 | 鏑木宏     | 鏑木宏            | 古俣太一                            |       |
| 3     |          | 用菌發酵！           | 武上純希   | 田頭忍     | 小山田桂子        | 末永宏一、野口寛明 森光恵、滝口禎一 |       |
| 4     |          | 細菌大廟會           | 高橋奈津子 | 矢野雄一郎 | 滝沢潤            | 関根昌之                            |       |
| 5     |          | 詭異！細菌怪物       | 武上純希   | 加瀬充子   | 玉田博            | 本間充                              |       |
| 6     |          | 神昏顛倒！農大小姐   | 猪爪慎一   | 青山弘     | 池畠博史          | 末永宏一、野口寛明 古俣太一、森光恵 |       |
| 7     |          | 開幕！農大春天學園祭 | 高橋奈津子 | 鏑木宏     | 小山田桂子        | 古俣太一 野口寛明                   |       |
| 8     |          | 農大正門攻略戰       | 高橋奈津子 | 矢野雄一郎 | 小山田桂子        | 古俣太一、野口寛明 森光恵、末永宏一 |       |
| 9     |          | 占領美肌             | 武上純希   | 河内日出夫 | 滝沢潤            | 関根昌之                            |       |
| 10    |          | 哥德蘿莉之吻         | 武上純希   | 渡辺了     | 玉田博 矢野雄一郎 | 藤澤俊幸                            |       |
| 11    |          | 閃耀的菌未來         | 高橋奈津子 | 矢野雄一郎 | 池畠博史          | 末永宏一                            |       |
| 第2期 |          |                      |            |            |                   |                                     |       |
| 1     |          | 種麴們奮起           | 高橋奈津子 | 矢野雄一郎 | 小山田桂子        | 高須美野子                          |       |
| 2     |          | 發酵倉               | 高橋奈津子 | 鏑木宏     | 高林久弥          | 白井裕美子                          |       |
| 3     |          | 及川Team             | 平見瞠     | 青山弘     | 富沢信雄          | 野口寛明                            |       |
| 4     |          | 變化之秋             | 高橋奈津子 | 矢野雄一郎 | 岡辰也            | 田寄雅郁 野道佳代                   |       |
| 5     |          | 收穫祭               | 高橋奈津子 | 高柳哲司   | 小山田桂子        | 高須美野子                          |       |
| 6     |          | 團隊合作             | 平見瞠     | 高柳哲司   | 高林久弥          | 白井裕美子                          |       |
| 7     |          | 籠中之鳥             | 高橋奈津子 | 青山弘     | 富沢信雄          | 野口寛明 末永宏一                   |       |
| 8     |          | 婚禮                 | 平見瞠     | 望月智充   | 岡辰也            | 田寄雅郁、野道佳代 筆坂明規         |       |
| 9     |          | 葡萄酒大道           | 高橋奈津子 | 矢野雄一郎 | 小山田桂子        | 高須美野子 西真由子                 |       |
| 10    |          | 擦肩而過的心情       | 平見瞠     | 望月智充   | 高林久弥          | 徳田夢之介                          |       |
| 11    |          | 我回來了             | 高橋奈津子 | 矢野雄一郎 | 富沢信雄          | 野口寛明 末永宏一                   |       |

### 播放電視台
| 播放地區   | 播放電視台                   | 播放日期                                          | 播放時間                                  | 播放系列        | 備註                                                                   |
| 第1期      | 第1期                        | 第1期                                             | 第1期                                     | 第1期           | 第1期                                                                  |
| ---------- | ---------------------------- | ------------------------------------------------- | ----------------------------------------- | --------------- | ---------------------------------------------------------------------- |
| 關東廣域圈 | 富士電視台                   | 2007年10月11日 - 12月20日                         | 星期四 24:45 - 25:15                      | 富士電視台系列  |                                                                        |
| 中京廣域圈 | 東海電視台                   | 2007年10月18日 - 2008年1月10日                    | 星期四 26:05 - 26:35                      | 富士電視台系列  |                                                                        |
| 近畿廣域圈 | 關西電視台                   | 2007年10月23日 - 12月25日                         | 星期二 25:45 - 26:15                      | 富士電視台系列  | 12月25日2週分放送                                                      |
| 福岡縣     | 西日本電視台                 | 2007年10月24日 - 2008年1月9日                     | 星期三 26:10 - 26:40                      | 富士電視台系列  |                                                                        |
| 新潟縣     | 新潟綜合電視台               | 2007年10月25日 - 2008年1月17日                    | 星期四 26:00 - 26:30                      | 富士電視台系列  |                                                                        |
| 鹿兒島縣   | 鹿兒島電視台                 | 2007年10月25日 - 2008年1月10日                    | 星期四 26:10 - 26:40                      | 富士電視台系列  |                                                                        |
| 北海道     | 北海道文化放送               | 2007年11月6日 - 2008年1月29日                     | 星期二 25:10 - 25:40                      | 富士電視台系列  |                                                                        |
| 長崎縣     | 長崎電視台                   | 2008年4月4日 - 6月13日                            | 星期五 25:45 - 26:15                      | 富士電視台系列  |                                                                        |
| 佐賀縣     | 佐賀電視台                   | 2008年7月2日 - 10月8日                            | 星期三 24:35 - 25:05                      | 富士電視台系列  |                                                                        |
| 日本全域   | 富士電視台721 富士電視台CSHD | 2008年8月27日 - 10月1日 2008年10月19日 - 11月23日 | 星期三 26:00 - 26:50 星期日 10:00 - 10:50 | CS放送          |                                                                        |
| 日本全域   | ANIMAX                       | 2009年6月3日 - 8月12日                            | 星期三 22:00 - 22:30                      | CS放送          | LEVEL22頻道、重播                                                      |
| 秋田縣     | 秋田電視台                   | 2013年9月18日 - 11月27日                          | 星期三 25:05 - 25:35                      | 富士電視台系列  |                                                                        |
| 第2期      |                              |                                                   |                                           |                 |                                                                        |
| 關東廣域圈 | 富士電視台                   | 2012年7月5日 - 9月13日                            | 星期四 24:45 - 25:15                      | 富士電視台系列  |                                                                        |
| 中京廣域圈 | 東海電視台                   | 2012年7月5日 - 9月13日                            | 星期四 26:05 - 26:35                      | 富士電視台系列  |                                                                        |
| 佐賀縣     | 佐賀電視台                   | 2012年7月6日 - 9月21日                            | 星期五 25:05 - 25:35                      | 富士電視台系列  |                                                                        |
| 福岡縣     | 西日本電視台                 | 2012年7月6日 - 9月21日                            | 星期五 26:05 - 26:35                      | 富士電視台系列  |                                                                        |
| 山形縣     | 櫻桃電視台                   | 2012年7月7日 - 9月15日                            | 星期六 25:05 - 25:35                      | 富士電視台系列  |                                                                        |
| 秋田縣     | 秋田電視台                   | 2012年7月7日 - 9月15日                            | 星期六 25:35 - 26:05                      | 富士電視台系列  |                                                                        |
| 鹿兒島縣   | 鹿兒島電視台                 | 2012年7月7日 - 9月15日                            | 星期六 25:35 - 26:05                      | 富士電視台系列  |                                                                        |
| 熊本縣     | 熊本電視台                   | 2012年7月7日 - 9月15日                            | 星期六 26:05 - 26:35                      | 富士電視台系列  |                                                                        |
| 福島県     | 福島電視台                   | 2012年7月9日 - 9月17日                            | 星期一 25:10 - 25:40                      | 富士電視台系列  |                                                                        |
| 廣島縣     | 新廣島電視台                 | 2012年7月9日 - 9月17日                            | 星期一 25:30 - 26:00                      | 富士電視台系列  |                                                                        |
| 愛媛縣     | 愛媛電視台                   | 2012年7月10日 - 9月18日                           | 星期二 24:35 - 25:05                      | 富士電視台系列  |                                                                        |
| 新潟縣     | 新潟綜合電視台               | 2012年7月10日 - 9月18日                           | 星期二 25:30 - 26:00                      | 富士電視台系列  |                                                                        |
| 宮城縣     | 仙台放送                     | 2012年7月10日 - 9月18日                           | 星期二 25:45 - 26:15                      | 富士電視台系列  |                                                                        |
| 近畿廣域圈 | 關西電視台                   | 2012年7月10日 - 9月18日                           | 星期二 25:58 - 26:28                      | 富士電視台系列  |                                                                        |
| 岩手縣     | 岩手可愛電視台               | 2012年7月11日 - 9月19日                           | 星期三 25:50 - 26:20                      | 富士電視台系列  |                                                                        |
| 静岡縣     | 靜岡電視台                   | 2012年7月12日 - 9月20日                           | 星期四 25:10 - 25:40                      | 富士電視台系列  |                                                                        |
| 韓國全域   | ANIPLUS                      | 2012年7月19日 - 9月20日                           | 星期四 24:30 - 25:00                      | CS放送 網路廣播 | 重播 韓語字幕放送 7月19日起1和2期連續放送（24:30 - 25:30） 第1期未放送 |
| 日本全域   | BS富士                       | 2012年7月28日 - 10月6日                           | 星期六 26:00 - 26:30                      | BS技術放送      | 未放送1期                                                              |
| 北海道     | 北海道文化放送               | 2012年11月11日 - 2013年2月3日                     | 星期日 25:45 - 26:15                      | 富士電視台系列  |                                                                        |
| 日本全域   | 富士電視台TWO                | 2013年6月29日 -                                   | 星期六 24:10 - 25:00                      | CS放送          | 連續2話放送                                                            |

※鹿兒島電視台、長崎電視台、佐賀電視台以外的『noitaminA』正規網路電視台。富士電視台721、CSHD連續2話放送。

## 電視劇
富士電視台「noitaminA」於2010年7月8日放送第一次的真人日劇。拍攝期間為2009年10月到2010年2月上旬完成。劇中的「菌」乃是用CG技術呈現。

### 製作人員
- 原作 - 石川雅之（『Evening』連載中/講談社刊）
- 系列監督 - 岩本晶
- 各話監督 - 森田淳也、梨木友德
- 系列構成 - 高橋奈津子
- 制作 - 白組

### 人物
- 澤木惣右衛門直保 - 中村優一（D-BOYS）
- 武藤葵 - ちすん
- 及川葉月 - はねゆり
- 美里薰 - 西田幸治（笑い飯）
- 川濱拓馬 - 木村明浩（バッファロー吾郎）
- 結城螢 - 岡本あずさ、小比類卷太信（第6、7集回憶片段）
- 長谷川遙 - 加藤夏希
- 樹慶藏 - 黑澤年雄

### 主題曲
片頭曲「SOS」
歌 - たむらぱん / 作詞・作曲・編曲 - 田村歩美
片尾曲「海へいこう」
歌 - SEAMO / 作詞 - Naoki Takada / 作曲 - Naoki Takada & Shintaro“Growth”Izutsu / 編曲 Shintaro“Growth”Izutsu

### 收視率
| 各話                                       | 放送日        | 日文標題 | 腳本                 | 導演     | 收視率 |
| ------------------------------------------ | ------------- | -------- | -------------------- | -------- | ------ |
| 第1話                                      | 2010年7月8日  | 入学     | 高橋ナツコ           | 岩本晶   | 3.4%   |
| 第2話                                      | 2010年7月15日 | 能力     | 高橋ナツコ           | 岩本晶   | 2.8%   |
| 第3話                                      | 2010年7月22日 | UFO研    | 高橋ナツコ、武上純希 | 梨木友徳 | 2.4%   |
| 第4話                                      | 2010年7月29日 | 口噛み酒 | 高橋ナツコ、猪爪慎一 | 梨木友徳 | 2.3%   |
| 第5話                                      | 2010年8月5日  | 惚れ薬   | 高橋ナツコ、渡邊大輔 | 森田淳也 | 2.6%   |
| 第6話                                      | 2010年8月12日 | 発覚     | 石川雅之、高橋ナツコ | 森田淳也 | 2.3%   |
| 第7話                                      | 2010年8月19日 | 仲直り   | 石川雅之、高橋ナツコ | 岩本晶   | 2.6%   |
| 第8話                                      | 2010年8月26日 | 別れ     | 高橋ナツコ、猪爪慎一 | 岩本晶   | 2.6%   |
| 第9話                                      | 2010年9月2日  | 収穫祭   | 高橋ナツコ、猪爪慎一 | 梨木友徳 | 2.5%   |
| 第10話                                     | 2010年9月9日  | ミス農大 | 石川雅之、高橋ナツコ | 森田淳也 | 2.9%   |
| 第11話                                     | 2010年9月16日 | 奪還     | 高橋ナツコ           | 岩本晶   | 2.0%   |
| 平均收視率（ビデオリサーチ調查・關東地區） |               |          |                      |          |        |

## 外部連結
- 動畫第一季官方網站（日語）
- 動畫第二季官方網站 （页面存档备份，存于）（日語）
- 電視劇官方網站（日語）